# Ambassade du Canada au Mexique
L'ambassade du Canada au Mexique est un bâtiment situé au Schiller 529, Col. Polanco à Mexico.
L'actuel ambassade du Canada à Mexico a été ouverte en 1982 par le premier ministre du Canada de l’époque, Pierre Trudeau, et le président de l’époque, José López Portillo. Le bâtiment a été conçu par l'architecte, originaire de Winnipeg, Étienne Gaboury. Cela incorpore plusieurs métaphores du paysage canadien, tout en maintenant une interprétation contemporaine de l'architecture de l'époque de la colonie espagnole. La superficie totale du bâtiment est de 6 500 mètres carrés, dont un artium au premier étage, une salle polyvalente pour organiser des événements et une cafétéria pour les employés. Les deux étages supérieurs abritent les bureaux diplomatiques, culturels et commerciaux.
Ce bâtiment faisait partie d'une vague de construction d'ambassades canadiennes dans les années 1970 et 80 dans le but de gagner une visibilité internationale du Canada et de démontrer le succès du fédéralisme et de l'internationalisme canadiens.